# Segasjön
Segasjön är en sjö i Umeå kommun i Västerbotten och ingår i Sävaråns huvudavrinningsområde. Sjön har en area på 0,104 kvadratkilometer och ligger 35 meter över havet.

## Delavrinningsområde
Segasjön ingår i det delavrinningsområde (709989-173095) som SMHI kallar för Mynnar i Sävarån. Medelhöjden är 40 meter över havet och ytan är 8,33 kvadratkilometer. Det finns ett avrinningsområde uppströms, och räknas det in blir den ackumulerade arean 8,58 kvadratkilometer. Öxbäcken som avvattnar avrinningsområdet har biflödesordning 2, vilket innebär att vattnet flödar genom totalt 2 vattendrag innan det når havet efter 10 kilometer. Avrinningsområdet består mestadels av skog (57 procent) och sankmarker (24 procent). Avrinningsområdet har 0,1 kvadratkilometer vattenytor vilket ger det en sjöprocent på 1,2 procent. Bebyggelsen i området täcker en yta av 0,73 kvadratkilometer eller 9 procent av avrinningsområdet.